# Hringhorni
Hringhorni je loď boha Baldra na níž byl se svojí ženou Nannou spálen poté, co zemřeli. Společně s nimi byla spálena spousta předmětů a darů. Je označována jako největší ze všech. Na moře se z pevniny dostala díky síle obryně Hyrrokkin z Jötunheimu.